# Svezia ai XII Giochi olimpici invernali
La Svezia partecipò ai XII Giochi olimpici invernali, svoltisi a Innsbruck, Austria, dal 4 al 15 febbraio 1976, con una delegazione di 39 atleti impegnati in sette discipline.